# Lieucha
Lieucha (en francès Lieuche) és un municipi francès situat al departament dels Alps Marítims i a la regió de Provença – Alps – Costa Blava.

## Demografia
| 1962                                       | 1968 | 1975 | 1982 | 1990 | 1999 | 2006 |
| ------------------------------------------ | ---- | ---- | ---- | ---- | ---- | ---- |
| 22                                         | 15   | 17   | 23   | 27   | 45   | 44   |
| Des de 1962: població sense dobles comptes |      |      |      |      |      |      |

## Administració
| Període   | Identitat      | Partit        |
| --------- | -------------- | ------------- |
| 1972-1989 | Renée Boétti   | Divers droite |
| 1989-     | Denise Leiboff | Divers droite |